# Rockstar North
ロックスター・ノース（英: Rockstar North）は、英国スコットランドのビデオゲーム開発会社。米国のゲームメーカー・テイクツー・インタラクティブ・ソフトウェア社内のブランド・ロックスター・ゲームスの傘下のスタジオの1つ。
本社はスコットランドのエディンバラに所在。代表的な作品にグランド・セフト・オートシリーズがある。この項目では、前身のDMAデザイン社についても記述する。

## 概要

### DMAデザイン社時代
現在のロックスター・ノース社のルーツは、前身である“DMA Design”が設立された1988年までに遡る。当時、DMAデザイン社はイギリスのラベル・シグノシスと契約し、シューティングゲーム『メナス』と『ブラッドマネー』を開発した（この2つは“Atari ST”や“Amiga”などのマイコン用ゲーム）。
その後、1991年にアクションパズルゲーム『レミングス』をアミーガ用にリリースし、売り上げ本数2,000万本以上の大ヒットを記録、各種ゲーム機、パソコン等に移植され、果ては、PlayStation Portableにも移植され、続編である『レミングス2』もリリース、こちらもヒットを記録している。
その後、同社はNINTENDO 64用のソフト開発を主に行っていたが、任天堂側から日本市場向けの内容にするよう要求を受けていたものの、開発が間に合わず頓挫した（ただしソフトは発売）。
その間にパソコン、PlayStation用に開発していた『グランド・セフト・オート』を制作（発売元はロックスター・ゲームス社の前身であるASCゲームス）、1997年10月に欧州でPC版を発売（PS版は同年12月）、既存の「お使いゲーム」とは一線を画すクライムアクションゲームと過激な内容で一世を風靡し、現在に至るまでのグランド・セフト・オートシリーズの原点となった。
その後、1999年に『グランド・セフト・オート2』、2001年には同シリーズ初の3Dとなった『グランド・セフト・オートIII』（シリーズ初のPlayStation 2用ソフト）をリリースし、全世界で800万本を超えるヒットを記録した。その後、2002年にテイクツー・インタラクティブ・ソフトウェア社の傘下となったロックスター・ゲームス社（ASCゲームス）に買収され、現在の“ロックスター・ノース”へと改名した。

### 改名から現在まで
改名後は主にグランド・セフト・オートシリーズを開発する会社となり、2002年10月には『グランド・セフト・オート・バイスシティ』を開発し、前作を大幅に超える、1,150万本の売り上げを記録。
さらに、2004年には続編である『グランド・セフト・オート・サンアンドレアス』をPlayStation 2版で発売（翌年6月にはPC版も発売）、約1,490万本以上を売り上げ、こちらも例に漏れず大ヒットを記録している（因みにPS2用ソフトでは世界一）。
2005年と2006年にはPlayStation Portable用に『グランド・セフト・オート・リバティーシティ・ストーリーズ』、『グランド・セフト・オート・バイスシティ・ストーリーズ』を開発（ロックスター・リーズ社と共同開発、同社は責任会社）、発売。
そして、2008年には『グランド・セフト・オートIV』発売し、『GTAIV』のDLCが発売された(グランド・セフト・オート・エピソード・フロム・リバティーシティ)。
2013年9月には『グランド・セフト・オートV』がPlayStation 3、Xbox 360用ソフトとして発売されている。2014年にはPlayStation 4、Xbox One、2015年にはMicrosoft Windows版が発売された。

## 開発タイトル一覧

### DMA Design名義
- Menace (1988年) (Amiga, ST and PC)
- Ballistix (1989年) (ports to MSDOS, C64, TG16)
- Blood Money (1989年) (Amiga, ST and C64)
- レミングス (1990年) (Amiga, CDTV, MS-DOS, ST, Spectrum, CD-I, Lynx)
- Oh No! More Lemmings (1991年) (Amiga, ST, MS-DOS)
- Shadow of the Beast (1992年) (PCEngine SuperCD-ROM2)
- Walker (1993年) (Amiga)
- Hired Guns (1993年) (Amiga, MS-DOS)
- Holiday Lemmings 1993 (1993年) (MS-DOS)
- レミングス2 ザ・トライブス (1993年) (Amiga, MS-DOS, SNES)
- All New World of Lemmings (1994年) (Amiga, MS-DOS, 3DO) (published in the U.S. as The Lemmings Chronicles)
- Holiday Lemmings 1994 (1994年) (MS-DOS)
- Unirally (1994年) (SNES) (published in the U.S. as Uniracers)
- グランド・セフト・オート (1997年) (PS, GBC, PC)
- Body Harvest (1998年) (N64)
- Space Station Silicon Valley (1998年) (N64)
- グランド・セフト・オート・ロンドン1969 (1999年) (PS, PC) - GTA1用拡張パック
- グランド・セフト・オート・ロンドン1961(1999年) (PC) - GTA1用拡張パック
- グランド・セフト・オート2 (1999年) (PS, DC, GBC, PC)
- Tanktics (1999年)
- ワイルド・メタル・カントリー (1999年) (PC)
- ワイルド・メタル (1999年) (DC)
- グランド・セフト・オートIII (2001年) (PS2, Xbox, PC)

### Rockstar North 名義
- グランド・セフト・オート・バイスシティ (2002年) (PS2, Xbox, PC)
- マンハント (2003年) (PS2, Xbox, PC)
- グランド・セフト・オート・サンアンドレアス (2004年) (PS2, Xbox, PC)
- グランド・セフト・オート・リバティーシティ・ストーリーズ (2005年) (PSP, PS2) (責任会社はロックスター・リーズ社)
- グランド・セフト・オート・バイスシティ・ストーリーズ (2006年) (PSP, PS2) (同上)
- マンハント2 (2007年) (PS2, PSP, Wii) (ロックスター・ロンドン社、ロックスター・リーズ社、ロックスタートロント社との共同開発)
- グランド・セフト・オートIV (2008年) (PS3, Xbox 360, PC)
- グランド・セフト・オート・チャイナタウンウォーズ (2009年) (DS, PSP)
- グランド・セフト・オートV (2013年) (PS3, Xbox 360) (2014年11月にPS4, Xbox One, 2015年にPC, 2022年にPS5, Xbox Series X|Sで発売)